# Cinema Impero

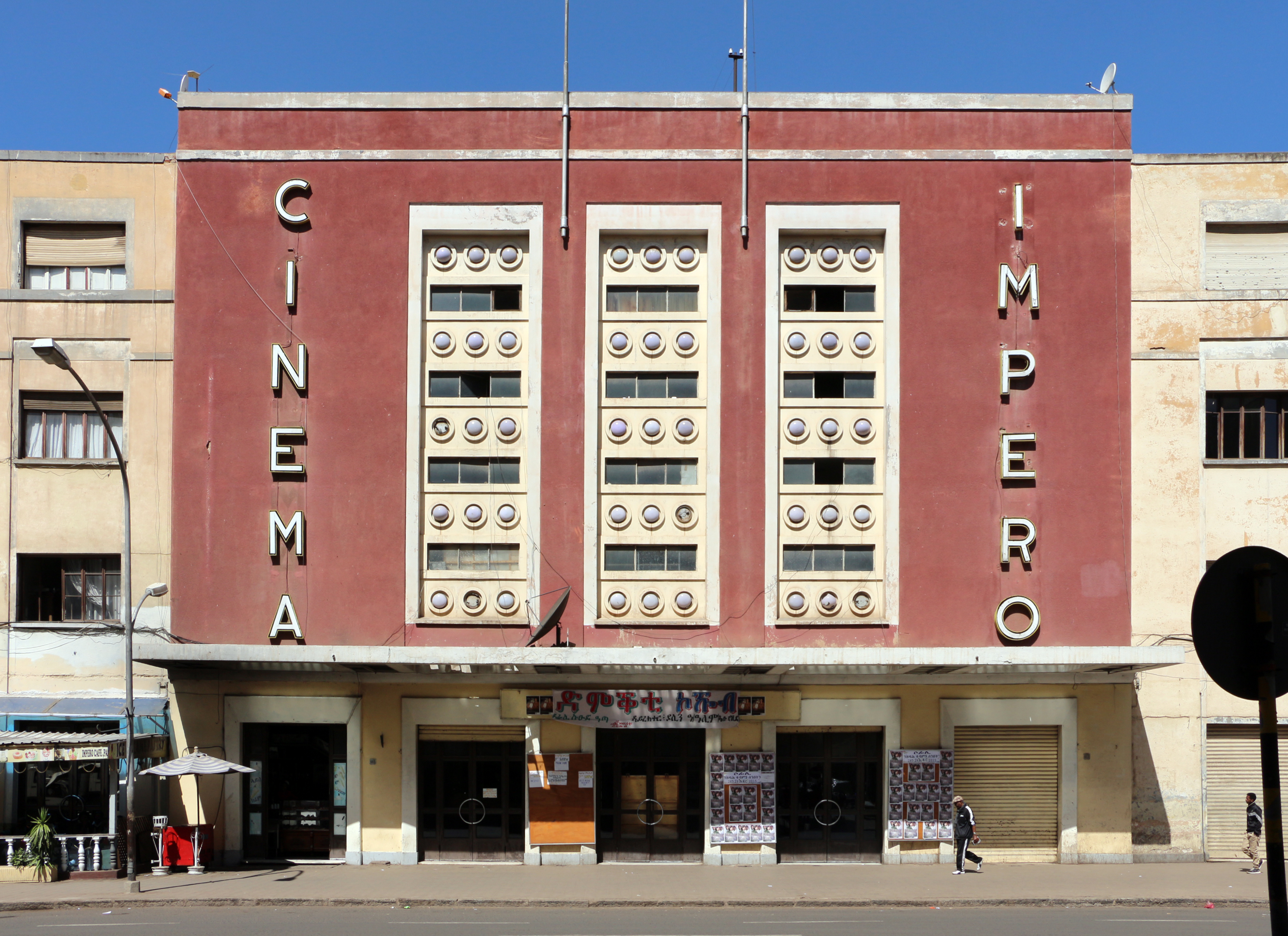
El Cinema Impero fue construido en Asmara en 1937. Es un ejemplo famoso del estilo art déco.

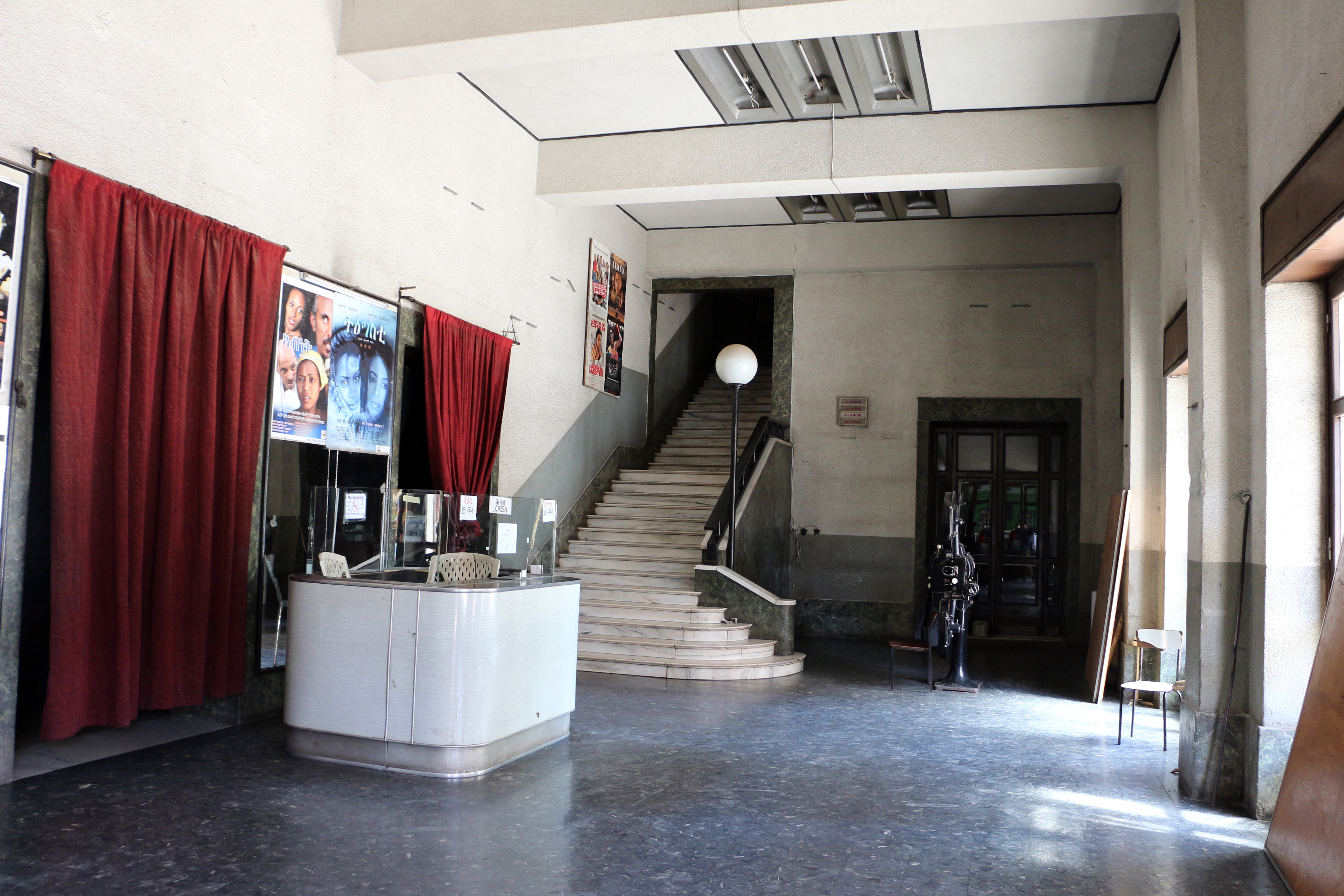
Interior

El Cinema Impero (en español, Cine Imperio) es un cine de estilo art déco situado en Asmara, la capital de Eritrea. Fue construido en 1937 por las autoridades coloniales de la Eritrea italiana.

## Historia
El Cinema Impero fue el cine más grande construido en Asmara durante el último período de la colonia italiana de Eritrea. Su nombre procede de la conquista de Etiopía por Benito Mussolini y la proclamación del Imperio colonial italiano.
En la actualidad el edificio continúa albergando un cine, y es considerado por los expertos unos de los mejores ejemplos de arquitectura art déco del mundo.
Cinema Impero continúa estructuralmente sano tras 70 años, no habiendo sufrido daños en los varios conflictos que han afectado al Cuerno de África durante el último siglo. 
Es una atracción turística de Asmara, junto con el famoso edificio Fiat Tagliero y algunas otras estructuras del período colonial italiano de Eritrea, como el Palacio Presidencial y el Ayuntamiento.

## Descripción
La estructura del edificio no se ha alterado sustancialmente desde su construcción, tal y como fue diseñado por el arquitecto Mario Messina. La mayor parte del equipamiento y los asientos son originales. 
Cuarenta y cinco luces redondas decoran la fachada, con las palabras 'Cinema Impero' en letras iluminadas, colocadas en vertical. Varios pares de puertas dan acceso al cine. Cada puerta tiene un gran pomo semicircular que forma un círculo completo con el de su pareja cuando ambas están cerradas.